# ویدیا پرادیپ
ویدیا پرادیپ بازیگر هندی دانشمند و محقق است. از فیلم‌های برجسته وی می توان به سایوام (۲۰۱۴)، پسانگا ۲ (۲۰۱۵)، بانگارا بانگارادا مانوشیا (۲۰۱۷)، تادام (۲۰۱۹) و پونماگال وندال (۲۰۲۰) اشاره کرد.

## حرفه

### فیلم
پرادیپ پس از گذراندن دوره کارشناسی ارشد خود در بیوتکنولوژی، دکترای خود را در بیمارستان چشم در چنای دنبال کرد. وی به عنوان یک دانشمند تحقیقاتی، در زمینه زیست‌شناسی سلول‌های بنیادی کار می‌کند و کارهایش در «مجله بین المللی قرنیه» و «ژورنال بین المللی سلول درمانی» منتشر شده‌است.
او در دوران کودکی بهاراتاناتیام را تمرین می‌کرد. ویدیا هنگام پیگیری دکترای خود، به عنوان مدل کار کرد و در چندین تبلیغ چاپی و تلویزیونی ظاهر شد. او همچنین در موزیک ویدئو «بیا دیگه» از ای ار رحمان از آلبوم استودیویی خود راوناق در کنار یامی گوتام و چندین مدل دیگر ظاهر شد. ویدیا برای ایفای نقش در فیلم لوهیتاداس انتخاب شد، اما ساخت این فیلم عملی نشد. او متعاقباً برای ایفای نقش مکمل در فیلم نام او تامیلاراسی است (۲۰۱۰) انتخاب شد و با نام دهیانا برای اولین بار بازی کرد. فیلم بعدی وی ویرونتالی (۲۰۱۰) بود، جایی که وی در آن نقش قهرمان را بازی می‌کرد. او توسط کارگردان فیجی، که او را در فیلم موفق خانوادگی درام، سایوام (۲۰۱۴) برای تصویربرداری مادر سارا آرجون بازی کرد، مشاهده شد. برای این فیلم، او به نام اصلی خود بازگشت و وزن خود را برای به تصویر کشیدن یک زن میانسال وزن کرد. بازیگران این فیلم و گروه برای نمایش در یک خانواده نظرات مثبتی را بدست آوردند. او سپس در درام اکشن، ادیبار (۲۰۱۵) به عنوان بازیگر نقش اصلی در مقابل جیوان حضور داشت. پرادیپ سپس روی پاندیراج پاسانگا 2 (2015)کار کرد که مادر یک کودک کوچک را به تصویر می‌کشد. منتقدان خاطرنشان کردند که پرادیپ "با ارائه یک اجرای معتبر به" استحکام فیلم افزود "و" او به خوبی قابل تحسین است ". او در تریلر روانشناختی من هیچی نمی‌فهمم (۲۰۱۶) کار کرد، که خبرساز اولین فیلم تامیل بود که به زبان آلمانی بازسازی شد و درفیلم بدون ترس (۲۰۱۶) یک کامو بازی کرد.
پرادیپ اولین بار در کانادادا با بازی (Bangara s / o Bangarada Manushya (2017 در مقابل شیواراکومار ظاهر شد و این فیلم با بازبینی‌های بسیار مثبتی روبرو شد.منتقدان به دلیل مهارت‌های بازیگری و حضور در اکران بسیار مورد استقبال منتقدان قرار گرفتند. هندی اکسپرس جدید خاطرنشان کرد که «ویدیا پرادیپ یک عروسک پر زرق و برق باقی نمی‌ماند، بلکه استعداد او در بازیگری را هنگامی که خواستار می‌شود ثابت می‌کند»، در حالی که دکن هرالد می‌گوید که این «اولین اتفاق خوش یمن ویدیا پرادیپ» است.
در مارس ۲۰۱۹، او با آرون ویجی در Thadam ظاهر شد. Times of India گفت: «عملکرد ویدیا برجسته است» و ایندیان اکسپرس اظهار داشت که «ویدیا پرادیپ نیاز به ذکر خاصی دارد و می‌تواند توجه شما را به عنوان مالار بدون تقسیم نگه دارد».

### حرفه تلویزیون
در اوت ۲۰۱۸، ویجایالاکشمی با ذکر دلایل اجتناب ناپذیر نمایش را ترک کرد و جای خود را به ویدیا داد. او با به تصویر کشیدن نقش اصلی در نایاکی، یک سریال تلویزیونی تامیل، شروع به بازی کرد. با توجه به COVID-19 شیوع بیماری در هند، Nayaki به سریال پایان بود.

## فیلم‌شناسی
- در غیر این صورت، همه فیلم‌ها به زبان تامیل هستند.

| </img> | فیلم‌هایی را نشان می‌دهد که هنوز اکران نشده‌اند |

| سال  | فیلم | نقش         | یادداشت                     |
| ---- | --- | ----------- | --------------------------- |
| ۲۰۱۰ | اول پیار تمیزهاراسی | رقصنده      | فیلم تامیل؛ اعتبار دهیانا   |
| ۲۰۱۰ | ویرونتالی | آرکانا      | اعتبار دهیانا               |
| ۲۰۱۳ | صاحبان: کامات و کامات | ردیکا       | فیلم مالایالامی؛ ظاهر کامئو |
| ۲۰۱۴ | سایام | تنموزی      |                             |
| ۲۰۱۵ | آدیبار | سوگانتی     |                             |
| ۲۰۱۵ | پاسانگا ۲ | دیویا       |                             |
| ۲۰۱۶ | آچامیندری | شروتی       |                             |
| ۲۰۱۷ | Bangara s / o Bangarada Manushya | نایانا      | فیلم کانادا                 |
| ۲۰۱۸ | ایراووککو آاییرام کانگال | آنیتا       |                             |
| ۲۰۱۸ | کلاری | مالیکا      |                             |
| ۲۰۱۸ | ماهاری ۲ | همسر کالایی |                             |
| ۲۰۱۹ | تادام | مالاروشی    |                             |
| ۲۰۲۰ | پونماگال وندال | شاکتی جوتی  | ظاهر کامئو                  |
| ۲۰۲۰ | اوتیککو اوتایی</img> | آنیتا       | پس تولید                    |
| ۲۰۲۰ | آسوراکولام</img> | پریا        | پس تولید                    |
| ۲۰۲۰ | تالایوی </img> | ن/م         | فیلمبرداری                  |
| ۲۰۲۰ | اکو </img> | ن/م         | فیلمبرداری                  |
| ۲۰۲۰ | اول کانگالای کندو Ennai Moodinaal</img>\|style="background: #DDF; color: #2C2C2C; vertical-align: middle; text-align: center; " class="no table-no2"\|ن/م | فیلمبرداری  |                             |
| ۲۰۲۰ | پودر</img>\|style="background: #DDF; color: #2C2C2C; vertical-align: middle; text-align: center; " class="no table-no2"\|ن/م                              | فیلمبرداری  |                             |
| ۲۰۲۱ | رهبر زن |             |                             |

## تلویزیون
| سال       | سلسله  | نقش                           | زبان  | کانال           | یادداشت |
| --------- | ------ | ----------------------------- | ----- | --------------- | ------- |
| ۲۰۱۸–۲۰۲۰ | نایاگی | آناندی تیروموروگان / کاتیرسان | تامیل | خورشید تلویزیون | سرب زن  |